# 가브리엘
가브리엘(히브리어: גַּבְרִיאֵל, 그리스어: Γαβριήλ, 라틴어: Gabrielus 가브리엘루스[*], 아랍어: جبريل 지브릴[*])은 ‘하느님의 사람, 영웅, 힘’이라는 뜻으로, 유대교와 그리스도교, 이슬람교 등 아브라함 계통의 종교들에서 주로 하느님의 전령(傳令)으로 전해지는 대천사이다.
가브리엘은 타나크와 신약성경에 모두 등장한다. 다니엘서에서 그는 예언자 다니엘에게 나타나 그가 체험한 환시의 의미를 설명해 주는 모습으로 등장한다(다니엘 8,15-26; 9,21-27). 루가 복음서에서는 즈가리야와 동정녀 마리아에게 나타나 각자에게 세례자 요한과 예수가 탄생할 것이라는 소식을 알려 주었다(루가 1,11–38). 루가 복음서에서는 특별히 그를 가리켜 ‘주님의 천사’(루가 1,11)라는 수식어를 붙였다. 성경에서는 가브리엘을 대천사로 언급하지는 않지만, 에녹서와 같이 신구약 중간기 문헌들에서는 가브리엘을 대천사라고 부르고 있다. 로마 가톨릭교회와 동방 정교회, 오리엔탈 정교회, 성공회, 루터교 등에서는 미카엘, 라파엘과 더불어 대천사로 불리며 공경받고 있다.
이슬람교에서는 지브릴(Jibra'il)이라고 불리며, 무함마드를 비롯한 여러 예언자에게 하느님의 말씀을 전하기 위해 파견된 네 명의 대천사 가운데 한 명으로 여기고 있다.

## 유대교
랍비들의 해석에 따르면, 다니엘서와 에제키엘서에 나오는 ‘아마포 옷을 입은 사람’이 바로 가브리엘이라고 한다. 다니엘서에서 가브리엘은 다니엘에게 그가 체험한 환시에 대해 자세하게 설명해 주는 모습으로 등장한다. 이와 같은 모습은 후기 문헌들에서도 그대로 이어진다. 에제키엘서는 가브리엘이 예루살렘의 파괴를 위해 보내진 천사로 기술되어 있다. 《유대교 백과사전》에 따르면, 가브리엘은 사내의 모습을 하고 있으며, 하느님의 왼쪽 자리에 서 있다고 한다. 3세기 유대교 랍비 시메온 벤 라키쉬는 바빌론 유수 때 미카엘과 라파엘, 가브리엘이 예루살렘을 떠났다고 언급하였다(Gen. Rab. 48:9).
카발라에서 가브리엘은 세피로트의 예소드에 해당한다. 카발라 문학에서 가브리엘은 하느님의 법정에서 미카엘과 함께 일하는 것으로 그려진다. 또한 카발라에서는 가브리엘에게 기도를 하지 않는데, 그 이유는 오로지 하느님만 기도를 들어줄 수 있으며, 가브리엘은 단지 하느님의 대리인으로서 보내지는 존재라고 여기기 때문이다.
유대 신화에 따르면, 에덴 동산에는 생명나무 또는 영혼의 나무라고 불리는 한 그루의 나무가 있는데, 이 나무는 매일 꽃을 피워 새로운 영혼들을 만들어내고, 이 영혼들은 영혼들의 보고(寶庫)라고 불리는 구프에 보관된다고 한다. 가브리엘은 이 보고 안에 손을 집어 넣어 영혼을 꺼낸 다음 산모의 태중에 보내는데, 아이가 잉태될 때까지 태아를 보살핀다고 한다.

## 타나크와 신약 중간기
타나크와 신약 중간기(대략 기원전 200년 - 서기 50년)에는 종말론적 성향을 많이 띈 문학 작품이 많이 나왔다. 천사들과 악마들의 이름과 계급이 상세하게 기록되었고, 특히 천사의 경우에는 하느님의 대전에서 각자 지닌 특별한 임무와 지위가 기록되었다.
에녹 1서 9장 1-3절에서 가브리엘은 미카엘, 라파엘, 우리엘과 함께 ‘지상으로 내려와 지상에서 흘려지는 피와 모든 참상을 보았으며’(9,1), ‘그들의 영혼이 지극히 높은 곳에까지 울부짖는 소리를 들었다’(9,3)고 언급한다. 에녹 1서 10장 1-11절에서는 ‘가장 높으신 분’이라고 묘사된 하느님이 네 명의 사절을 파견하며 지시를 내리는데, 그 가운데 가브리엘에게는 다음과 같은 지시를 내린다.
그리고 주님께서는 가브리엘에게 말씀하셨다. “너는 지상에 내려가서 감시자들이 간음해서 낳은 아이들을 멸망시켜라. 그들이 서로 싸워서 자멸하도록 만들어라. 그들은 영원히 살기를 바라겠지만, 오백 년 밖에는 살 수가 없을 것이다.”
에녹 1서 20장 7절에는 여섯 명의 천사 가운데 마지막으로 다음과 같이 언급된다. “가브리엘, 거룩한 천사들 중의 하나, 낙원과 뱀들과 케루빔을 다스린다.”
에녹은 또한 하느님 앞에서 잠을 자지 않고 깨어있는 네 천사의 목소리를 들었는데, 자신의 곁에서 숨겨진 비밀들을 알려준 천사에게 이 목소리가 어디에서 오는 목소리인지를 물었다. 그러자 천사가 에녹에게 말하였다. “첫 번째 목소리는 자비롭고 참을성이 많은 미카엘이고, 두 번째 목소리는 상처받은 지상의 영혼들을 치유해 주는 라파엘이다. 세 번째 목소리는 하늘에서 모든 권세를 누리는 가브리엘이다. 네 번째 목소리는 영원한 생명을 얻기를 희망하는 사람들을 돌보아 주는 파누엘이다.” 뒤이어 “영혼의 주인이신 하느님의 네 천사의 목소리였다. 바로 그 네 천사의 목소리를 나는 그날 또렷하게 들었던 것이다.”라는 글이 덧붙였다(에녹 40,9).

## 그리스도교

### 신약성경

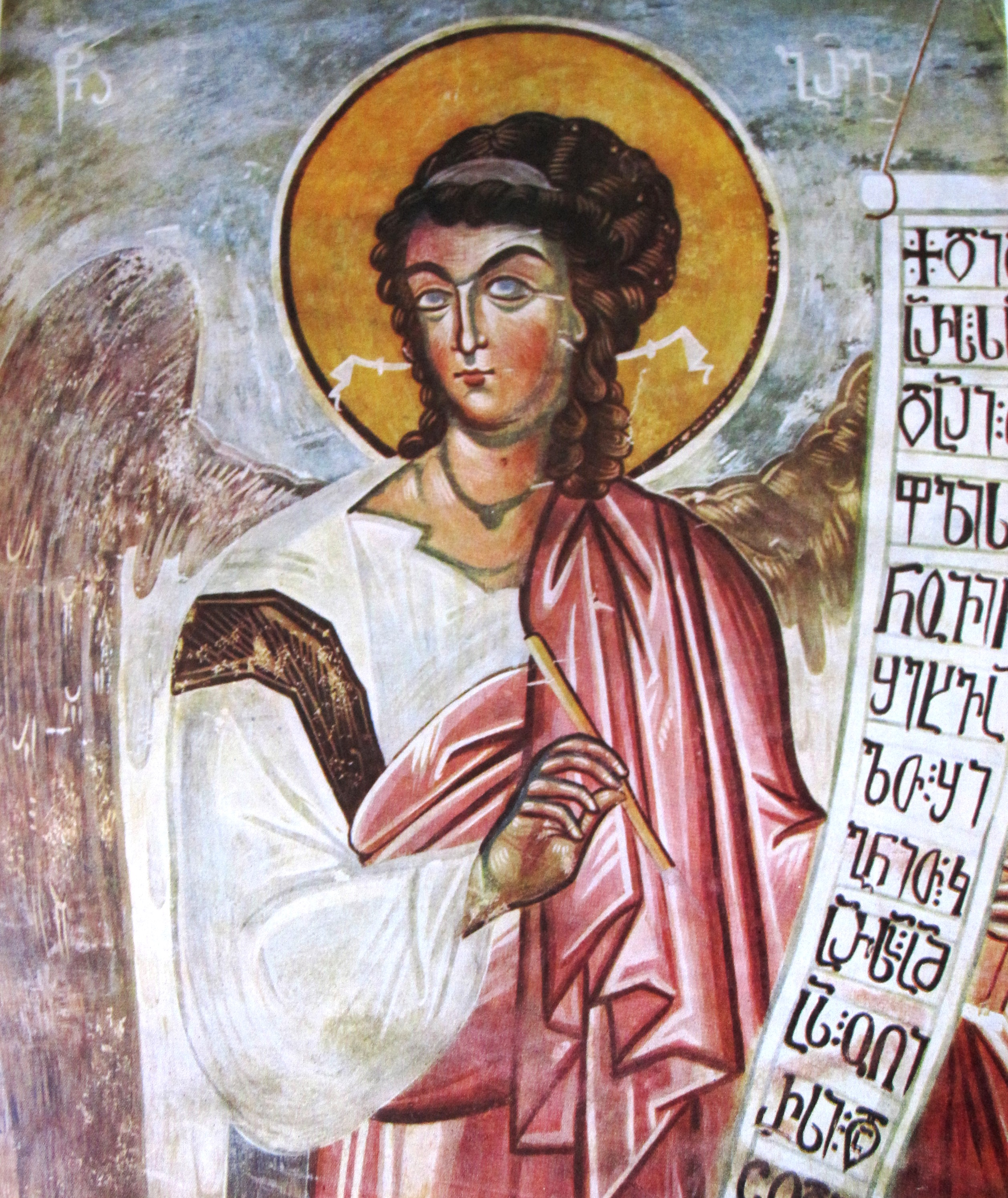
14세기에 조지아 정교회의 찰렌지하 대성당에 프레스코화로 묘사된 대천사 가브리엘
.

가브리엘은 성전에서 직무를 수행하고 있는 아비야 조의 사제 즈가리야에게 처음으로 나타났는데, 그녀의 아내이자 아론의 후손인 엘리사벳은 불임이라서 두 사람 사이에는 오랫동안 아이가 없었다. 가브리엘은 즈가리야에게 나타나 장차 그에게 세례자 요한이라는 아들이 생기리라는 것을 알려 주었다(루카 1,10-20).
10    안에서 즈가리야가 분향하고 있는 동안 밖에서는 많은 사람들이 모여 기도를 드리고 있었다.

11    그 때에 주님의 천사가 즈가리야에게 나타나 분향 제단 오른쪽에 서 있었다.

12    이것을 본 즈가리야는 몹시 당황하여 두려움에 사로잡혔다.

13    그 때에 천사가 이렇게 말하였다. "두려워하지 마라, 즈가리야. 하느님께서 네 간구를 들어주셨다. 네 아내 엘리사벳이 아들을 낳을 터이니 아기의 이름을 요한이라 하여라.

14    너도 기뻐하고 즐거워할 터이지만, 많은 사람이 또한 그의 탄생을 기뻐할 것이다.

15    그는 주님 보시기에 훌륭한 인물이 되겠기 때문이다. 그는 포도주나 그 밖의 어떤 술도 마시지 않겠고 어머니 태중에서부터 성령을 가득히 받을 것이며

16    많은 이스라엘 백성을 그들의 주 하느님의 품으로 다시 데려올 것이다.

17    그가 바로 엘리야의 정신과 능력을 가지고 주님보다 먼저 올 사람이다. 그는 아비와 자식을 화해시키고 거역하는 자들에게 올바른 생각을 하게 하여 주님을 맞아들일 만한 백성이 되도록 준비할 것이다."

18    이 말을 들은 즈가리야가 "저는 늙은이입니다. 제 아내도 나이가 많습니다. 무엇을 보고 그런 일을 믿으라는 말씀입니까?" 하고 말하자

19    천사는 이렇게 대답하였다. "나는 하느님을 모시는 시종 가브리엘이다. 이 기쁜 소식을 전하라는 분부를 받들고 너에게 와 일러주었는데,

20    때가 오면 이루어질 내 말을 믿지 않았으니 이 일이 이루어지는 날까지 너는 벙어리가 되어 말을 못하게 될 것이다."

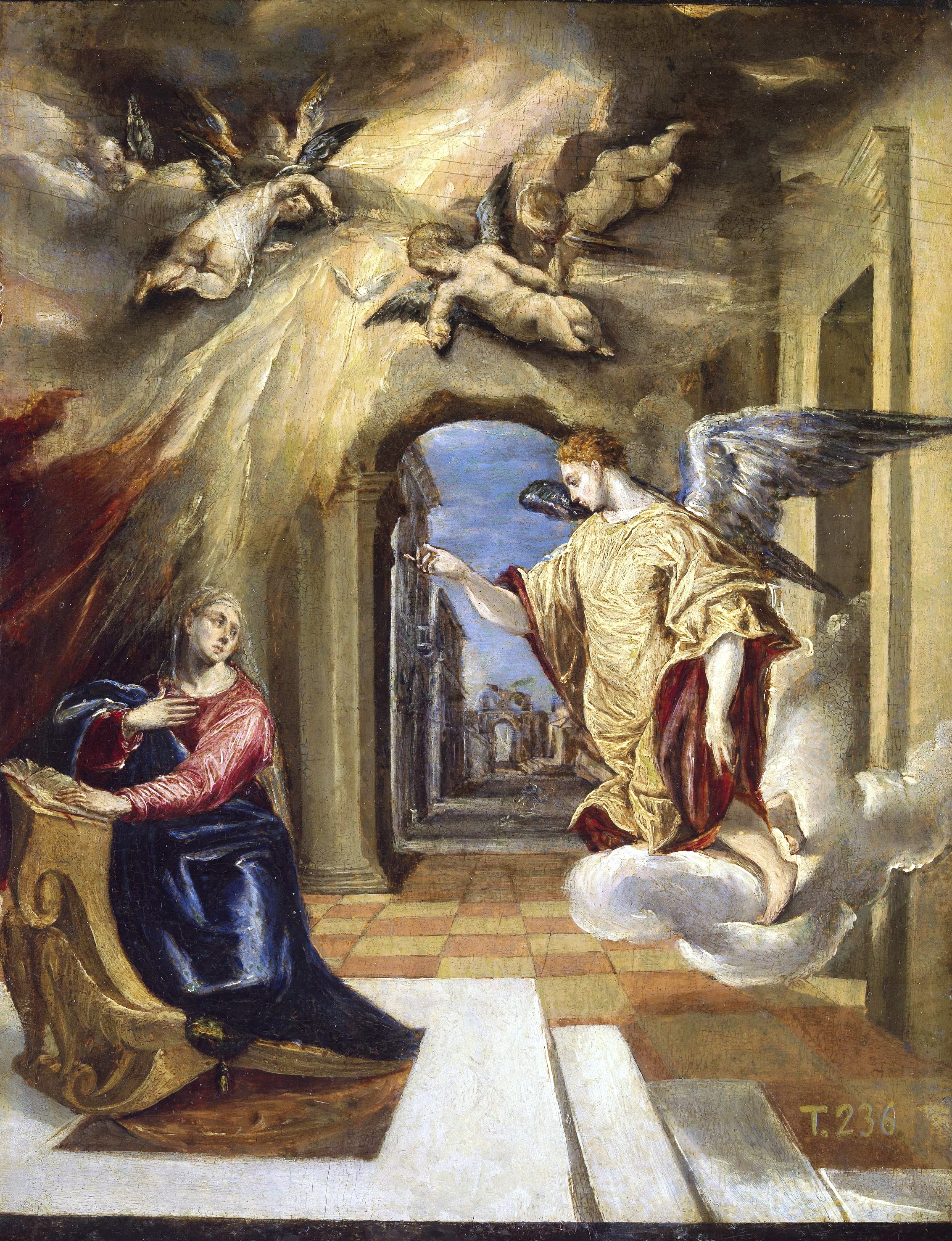
엘 그레코의 성모 영보.

가브리엘이 떠나간 후, 성전 밖으로 나온 즈가리야는 한동안 벙어리로 지냈다. 그러다가 봉직 기간이 차자 헤브론에 있는 집으로 돌아갔다. 그 뒤에 그의 아내 엘리사벳이 잉태하였다. 그녀가 임신한 지 여섯 달(루가 1,36) 뒤에 가브리엘은 또 다시 나타났다. 이번에는 마리아에게 나타났다(루가 1,26-38). 가브리엘이 마리아를 방문한 것을 가리켜 성모 영보 또는 수태고지라고 부른다.
26    엘리사벳이 아기를 가진 지 여섯 달이 되었을 때에 하느님께서는 천사 가브리엘을 갈릴래아 지방 나자렛이라는 동네로 보내시어

27    다윗 가문의 요셉이라는 사람과 약혼한 처녀를 찾아가게 하셨다. 그 처녀의 이름은 마리아였다.

28    천사는 마리아의 집으로 들어가, "은총을 가득히 받은 이여, 기뻐하여라. 주께서 너와 함께 계신다." 하고 인사하였다.

29    마리아는 몹시 당황하며 도대체 그 인사말이 무슨 뜻일까 하고 곰곰이 생각하였다.

30    그러자 천사는 다시 "두려워하지 마라, 마리아. 너는 하느님의 은총을 받았다.

31    이제 아기를 가져 아들을 낳을 터이니 이름을 예수라 하여라.

32    그 아기는 위대한 분이 되어 지극히 높으신 하느님의 아들이라 불릴 것이다. 주 하느님께서 그에게 조상 다윗의 왕위를 주시어

33    야곱의 후손을 영원히 다스리는 왕이 되겠고 그의 나라는 끝이 없을 것이다." 하고 일러주었다.

34    이 말을 듣고 마리아가 "이 몸은 처녀입니다. 어떻게 그런 일이 있을 수 있겠습니까?" 하자

35    천사는 이렇게 대답하였다. "성령이 너에게 내려오시고 지극히 높으신 분의 힘이 감싸주실 것이다. 그러므로 태어나실 그 거룩한 아기를 하느님의 아들이라 부르게 될 것이다.

36    네 친척 엘리사벳을 보아라. 아기를 낳지 못하는 여자라고들 하였지만, 그 늙은 나이에도 아기를 가진 지가 벌써 여섯 달이나 되었다.

37    하느님께서 하시는 일은 안 되는 것이 없다."

38    이 말을 들은 마리아는 "이 몸은 주님의 종입니다. 지금 말씀대로 저에게 이루어지기를 바랍니다." 하고 대답하였다. 그러자 천사는 마리아에게서 떠나갔다.
신약성경에서 가브리엘의 이름은 오직 루가 복음서에만 두 차례 언급된다. 첫 번째 언급은 가브리엘 본인이 직접 이름을 밝힌 것이고, 두 번째 언급은 복음사가가 그의 이름을 기록한 것이다. 가브리엘을 제외하고 신약성경에 이름이 언급된 또 다른 천사로는 미카엘(유다 1,9; 묵시록 12,7)과 아바돈(묵시 9,11)이 있다. 성경에서 가브리엘은 대천사로 언급되지는 않는다.

### 축일

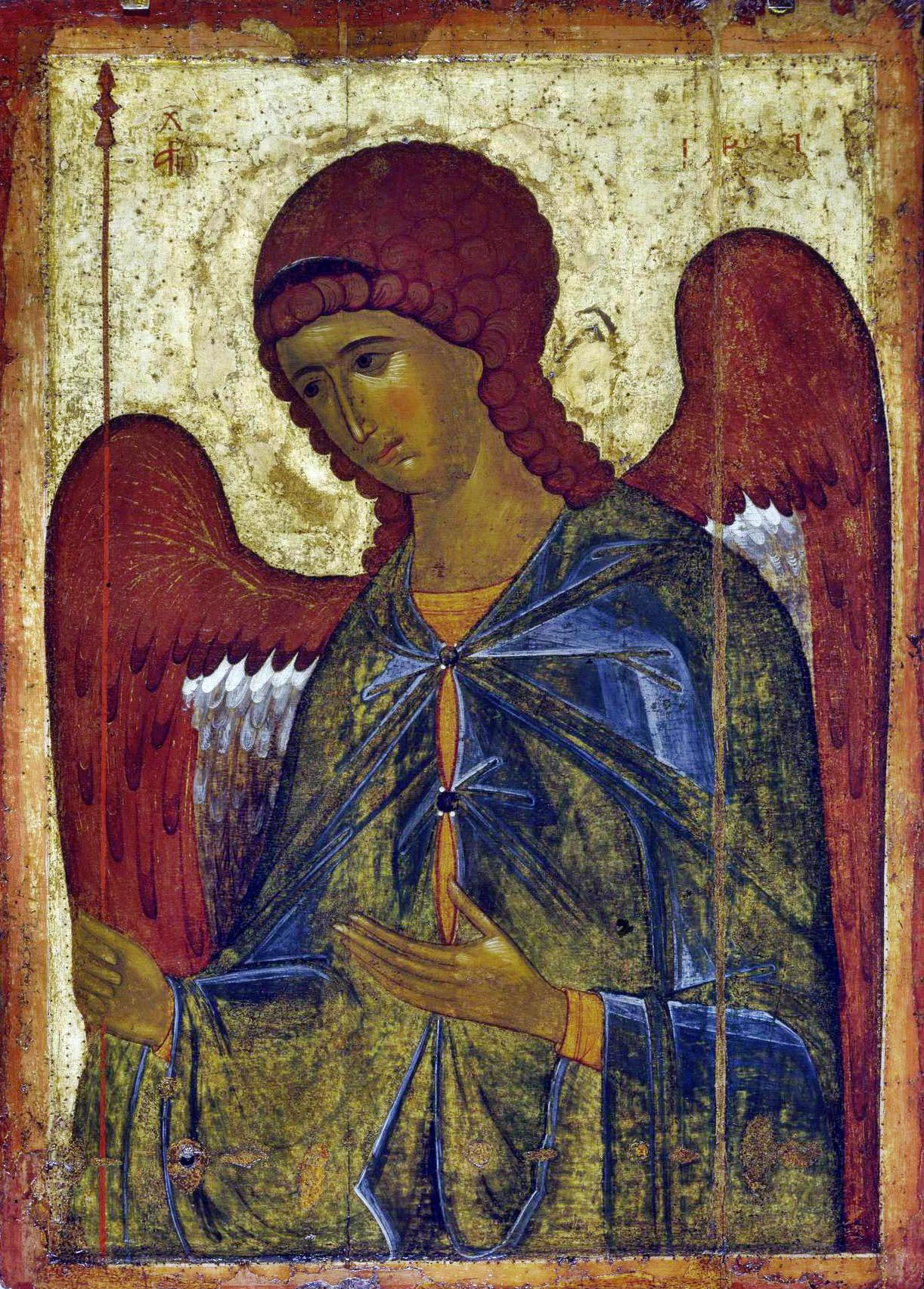
트레티야코프 미술관에 전시된 1387–1395경 성 가브리엘 대천사 비잔티움 이콘.

1921년 로마 보편 전례력에 성 가브리엘 축일이 처음으로 기재되었으며, 이 때 축일 날짜는 3월 24일이었다. 하지만 1969년 전례 개혁이 이루어지면서 성 미카엘, 성 라파엘과 더불어 9월 29일에 공동으로 기념하게 되었다.
비잔티움 전례를 따르는 동방 정교회와 동방 가톨릭교회에서는 11월 8일을 성 가브리엘 대천사 축일로 기념하고 있다. 동방 정교회는 11월 8일 외에도 성 가브리엘과 관련된 축일이 두 개나 더 된다. 첫 번째로는 3월 26일 가브리엘 대천사 연관 축일인데, 성모 희보(가톨릭교회의 성모 영보에 해당) 당시 그의 역할을 기념하는 축일이다. 7월 13일 또한 가브리엘 대천사 연관 축일로 지내고 있는데, 이 날은 가브리엘의 발현과 기적을 기념한다. 이 축일은 9세기 동로마 황제 바실리우스 2세가 재위한 시절 아토스산에서 처음으로 기념했는데, 대천사 가브리엘이 아토스의 수도에 해당하는 카리에스와 가까운 수도원 방에 발현하여 그곳에 있는 돌로 된 명패에 성모 마리아에 대한 찬미가의 하나인 악시온 에스티를 썼다고 전해진다.
에티오피아 정교회는 매년 12월 28일마다 성 가브리엘 축일을 지내는데, 특히 이 날마다 쿨루비에 있는 성 가브리엘 성당을 찾아오는 순례객이 많이 있다고 한다.
추가적으로 가브리엘은 집배원, 라디오와 텔레비전 등 방송 분야 및 전기 통신, 원격 탐사 종사자, 외교관, 흰색 물개 등의 수호천사이다.

## 미술
천사는 순수한 영혼으로 묘사된다. 정확한 형태가 불분명한 천사들의 특성 때문에 예술가는 천사들을 묘사하는데 있어 폭넓은 상상을 발휘할 수가 있다. 다니엘서는 8장 15절에서는 가브리엘을 ‘장정처럼 보이는 이’라고 언급하였으며, 9장 21절에서는 ‘가브리엘이라는 남자’라고 언급하였다. 데이비드 에머슨은 천사에 대한 이러한 의인화는 창세기 19장 5절에 나오는 천사의 묘사와 일치한다고 언급하였다.
가브리엘이 주로 등장하는 미술 주제는 성모 영보이다. 주로 푸른색 또는 흰색 옷을 입었으며, 손에는 백합꽃을 들고 있는 모습으로 그려진다. 이따금씩 낙원에서 가져 온 나뭇가지나 두루마리, 홀(笏), 나팔을 들고 있는 모습으로도 그려지기도 한다.

## 같이 보기
- 대천사
- 라파엘
- 미카엘 (대천사)
- 우리엘